# CzechTek 2006
CzechTek v roce 2006 proběhl od 28. července do 2. srpna ve vojenském újezdu Hradiště v Doupovských horách za účasti asi 40 000 návštěvníků.
Festival byl připraven sdružením soundsystémů Aliance 23 ve spolupráci s policií a armádou, proto vše proběhlo hladce a média poprvé referovala věcně bez hledání senzací. Hudebně to byl typický CzechTek se zastoupením mnoha žánrů elektronické hudby, převažovalo logicky freetekno. Zúčastnily se téměř všechny české soundsystémy a mnoho zahraničních, hlavně z Francie a Velké Británie. Malá část české freetekno scény včetně několika soundsystémů se festivalu neúčastnila na protest proti přílišné organizovanosti.

## Chronologie
- 14. června

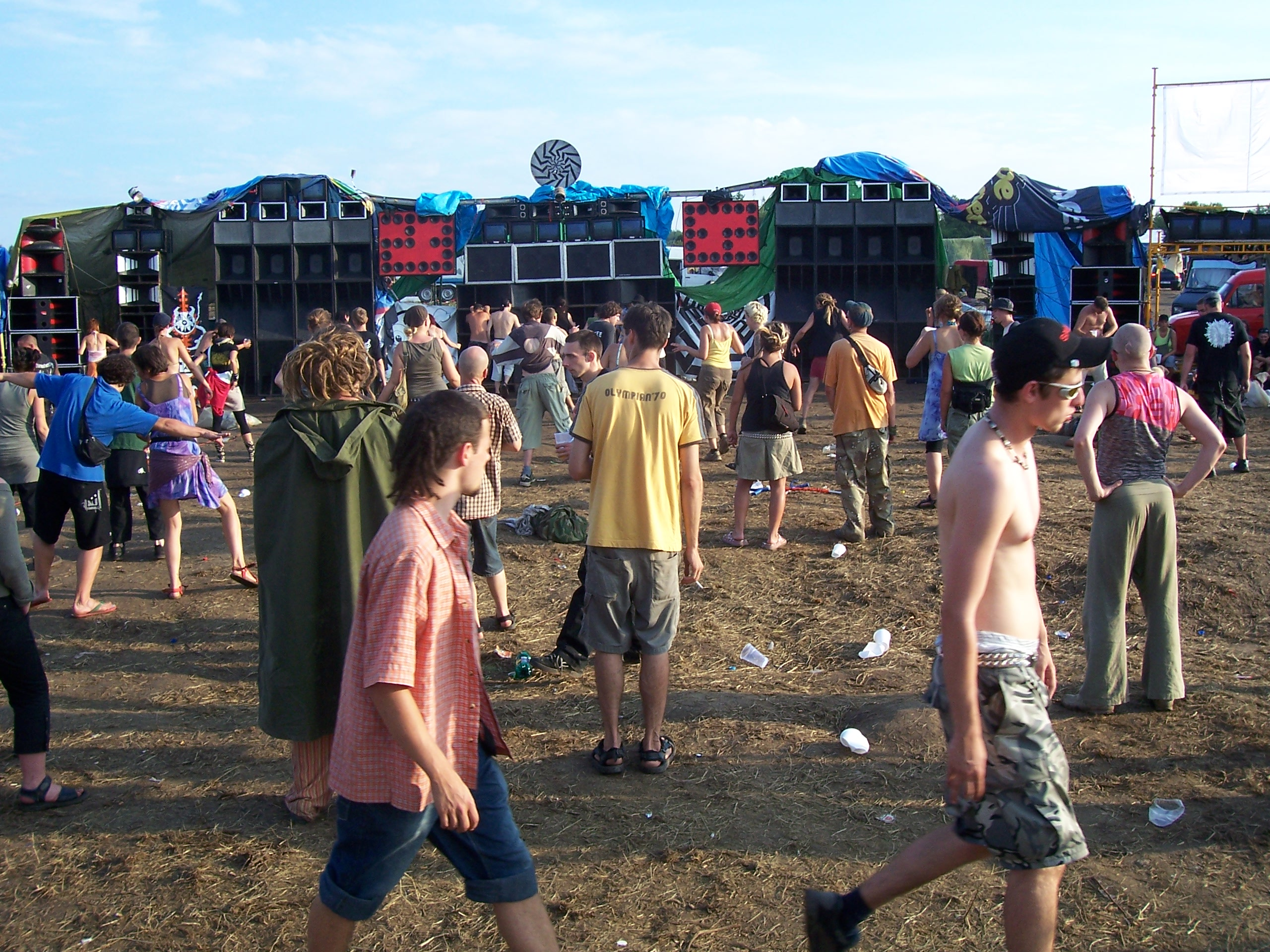
Oktekk / Strahov / NSK / Mimik

  - Ministerstvo obrany podepsalo s organizátory CzechTeku, vystupujícími pod názvem Aliance 23, nájemní smlouvu na pozemek ve vojenském výcvikovém prostoru v Doupovských horách na Karlovarsku. Sdružení okolních obcí s konáním akce nesouhlasilo a připravovalo protestní petici.
- 30. června
  - Český svaz ochránců přírody upozornil, že CzechTek znamená nebezpečí pro ohrožený ptačí druh chřástala polního. Doupovské hory jsou chráněnou oblastí Natura 2000. Ministerstvo obrany kritiku odmítlo s tím, že přímo v pronajaté oblasti není hnízdiště chřástala (pozemek není předmětem Natura 2000), a že pozemek byl vybrán i s ohledem na ochranu přírody.
  - Econnect tuto zprávu ČSOP dementoval, ČSOP vydal prohlášení, že si bude stěžovat „v Bruselu“
- červenec
  - na oficiálních stránkách Czechteku Archivováno 20. 12. 2015 na Wayback Machine. se objevila informace o místě konání, sdružení obcí zvažovalo o nepodání petice pro malý zájem
- 24. července
  - Armáda předala technařům prostor, kde se měl CzechTek konat. Organizátoři měli pozemek pronajatý do 7. srpna. V nejbližší vsi Mašťov byl klid.
- 26. července
  - Na místo konání dorazilo několik prvních účastníků a první soundsystém.
  - V médiích se objevily spekulace, že část technařů, nespokojená s příliš oficiálním průběhem CzechTeku, si uspořádá paralelní ilegální akci jinde.
- 27. července
  - Na místě byly stovky lidí, pracovalo se na přípravě soundsystémů.
  - Byli též připraveni záchranáři a hasiči. Kvůli horkému počasí bylo často zdůrazňováno riziko požáru.
- 28. července
  - Během noci přijely dva až tři tisíce lidí a většina soundsystémů.
  - Policie ČR koordinovala dopravu a neměla v úmyslu nijak zasahovat do konání festivalu. Také organizátoři označují klidný průběh akce za svou hlavní prioritu.
- 29. července
  - Celková účast dosáhla asi 50 000 lidí, poklidný průběh, policie pouze řídila dopravu.
- 30. července
  - V neděli večer zůstalo na místě 5–10 tisíc účastníků.
- 2. srpna
  - Na pozemku zůstalo 50 aut a asi 300 účastníků. Probíhal úklid.
  - Policie opustila Mašťov.